# Jaap de Vries (illustrator)
Jaap de Vries (Kollum, 27 november 1961 - Emmeloord, 1 januari 2010) was een Nederlands illustrator en schrijver.
Hij volgde de tekenopleiding aan de Hogeschool voor de kunsten in Kampen. Na een Vlag en Wimpel voor de Koning en de Koningin in 1996, won hij in 2001 een Zilveren Penseel voor een Kip voor Toos.
In 1995 debuteerde De Vries met stripachtige illustraties in het kindertijdschrift MikMak, dat verscheen bij de kleine uitgeverij Moon Press. De koning en koningin vormden de basis voor zijn gelijknamige kinderboek debuut bij dezelfde uitgever.
De Vries werkte vooral met pen en Oost-Indische inkt voor zijn illustraties. Typerend voor zijn stijl zijn de anatomisch vreemd uitgevallen lijven en bungelende ledematen met voetjes die altijd in enkellaarsjes zijn verpakt. Verder valt zijn tot op de millimeter nauwkeurige precieze arcering van elk vlak. Hiermee creëerde hij allerlei nuances zwart en grijs.